# Chaudhuria caudata
Chaudhuria caudata е вид лъчеперка от семейство Chaudhuriidae.

## Разпространение
Видът е разпространен във Виетнам, Камбоджа, Лаос, Малайзия (Западна Малайзия), Мианмар и Тайланд.

## Описание
На дължина достигат до 6 cm.